# Теннессі (Іллінойс)
Теннессі (англ. Tennessee) — селище (англ. village) в США, в окрузі Макдоно штату Іллінойс. Населення — 101 особа (2020).

## Географія
Теннессі розташоване за координатами 40°24′40″ пн. ш. 90°50′10″ зх. д. / 40.41111° пн. ш. 90.83611° зх. д. (40.411218, -90.836061).  За даними Бюро перепису населення США в 2010 році селище мало площу 1,12 км², уся площа — суходіл.

## Демографія
Згідно з переписом 2010 року, у селищі мешкало 115 осіб у 57 домогосподарствах у складі 27 родин. Густота населення становила 103 особи/км².  Було 71 помешкання (63/км²).
Расовий склад населення:
| - 97,4 % — білих |

До двох чи більше рас належало 2,6 %. Частка іспаномовних становила 0,9 % від усіх жителів.
За віковим діапазоном населення розподілялося таким чином: 18,3 % — особи молодші 18 років, 64,3 % — особи у віці 18—64 років, 17,4 % — особи у віці 65 років та старші. Медіана віку мешканця становила 46,3 року. На 100 осіб жіночої статі у селищі припадало 82,5 чоловіків;  на 100 жінок у віці від 18 років та старших — 84,3 чоловіків також старших 18 років.
Середній дохід на одне домашнє господарство  становив 46 175 доларів США (медіана — 48 906), а середній дохід на одну сім'ю — 50 752 долари (медіана — 51 875). За межею бідності перебувало 14,5 % осіб, у тому числі 30,0 % дітей у віці до 18 років та 8,3 % осіб у віці 65 років та старших.
Цивільне працевлаштоване населення становило 76 осіб. Основні галузі зайнятості: освіта, охорона здоров'я та соціальна допомога — 31,6 %, будівництво — 17,1 %, роздрібна торгівля — 11,8 %, транспорт — 7,9 %.